# Masdevallia persicina
Masdevallia persicina är en orkidéart som beskrevs av Carlyle August Luer. Masdevallia persicina ingår i släktet Masdevallia och familjen orkidéer. Inga underarter finns listade i Catalogue of Life.